# Richard Kirwan
Richard Kirwan (1 de agosto de 1733 - 22 de junio de 1812) fue un geólogo y químico irlandés . Fue uno de los últimos defensores de la teoría del flogisto.
Investigó sobre química, meteorología y geología. Fue muy conocido en su época y estuvo en contacto con Lavoisier, Black, Priestley y Cavendish .

## Vida y obra

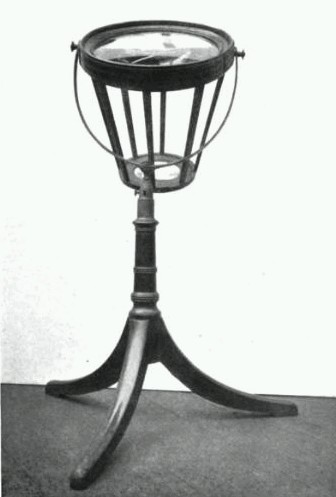
Una lupa propiedad de Richard Kirwan

Richard Kirwan nació en Cloughballymore, condado de Galway, el segundo hijo de Martin Kirwan de Cregg y su esposa, Mary French.  Era descendiente de William Ó Ciardhubháin y miembro de Las Tribus de Galway . Parte de su juventud la pasó en el extranjero, y en 1754 ingresó en el noviciado jesuita en St Omer o en Hesdin, pero regresó a Irlanda como heredero al año siguiente tras la muerte de su hermano en un duelo. Kirwan se casó con la "señorita Blake" en 1757. La pareja tuvo dos hijas, María Teresa y Eliza. 
En 1766,  después de dos años en la Iglesia de Irlanda, Kirwan fue llamado al Colegio de Abogados de Irlanda, pero en 1768 abandonó la profesión por las actividades científicas. Durante los diecinueve años siguientes, residió principalmente en Londres, formando parte de su ambiente científico y mantuvo correspondencia con el continente europeo, gracias a sus conocimientos de idiomas . Sus experimentos sobre las gravedades específicas y los poderes de atracción de diversas sustancias salinas constituyeron una contribución sustancial a los métodos de la química analítica y en 1782 le valieron la medalla Copley de la Royal Society, de la que fue elegido miembro en 1780. En 1784, se vio envuelto en una controversia con Henry Cavendish con respecto a los experimentos de este sobre el aire. Fue elegido miembro correspondiente de la Real Academia Sueca de Ciencias en 1784 y miembro de la Sociedad Filosófica Estadounidense  en 1786.
En 1787 se trasladó a Dublín y desde 1799 fue presidente de la Real Academia Irlandesa hasta su muerte. Publicó unas treinta y ocho memorias sobre meteorología,  química pura y aplicada, geología, magnetismo y filología . Uno de ellos, sobre el estado primitivo del globo y su posterior catástrofe, lo llevó a disputar con los defensores de la teoría huttoniana . Su trabajo geológico se vio empañado su creencia en el diluvio universal y por el hallazgo de fósiles cerca de Portrush. Mantenía que el basalto era de origen acuoso.

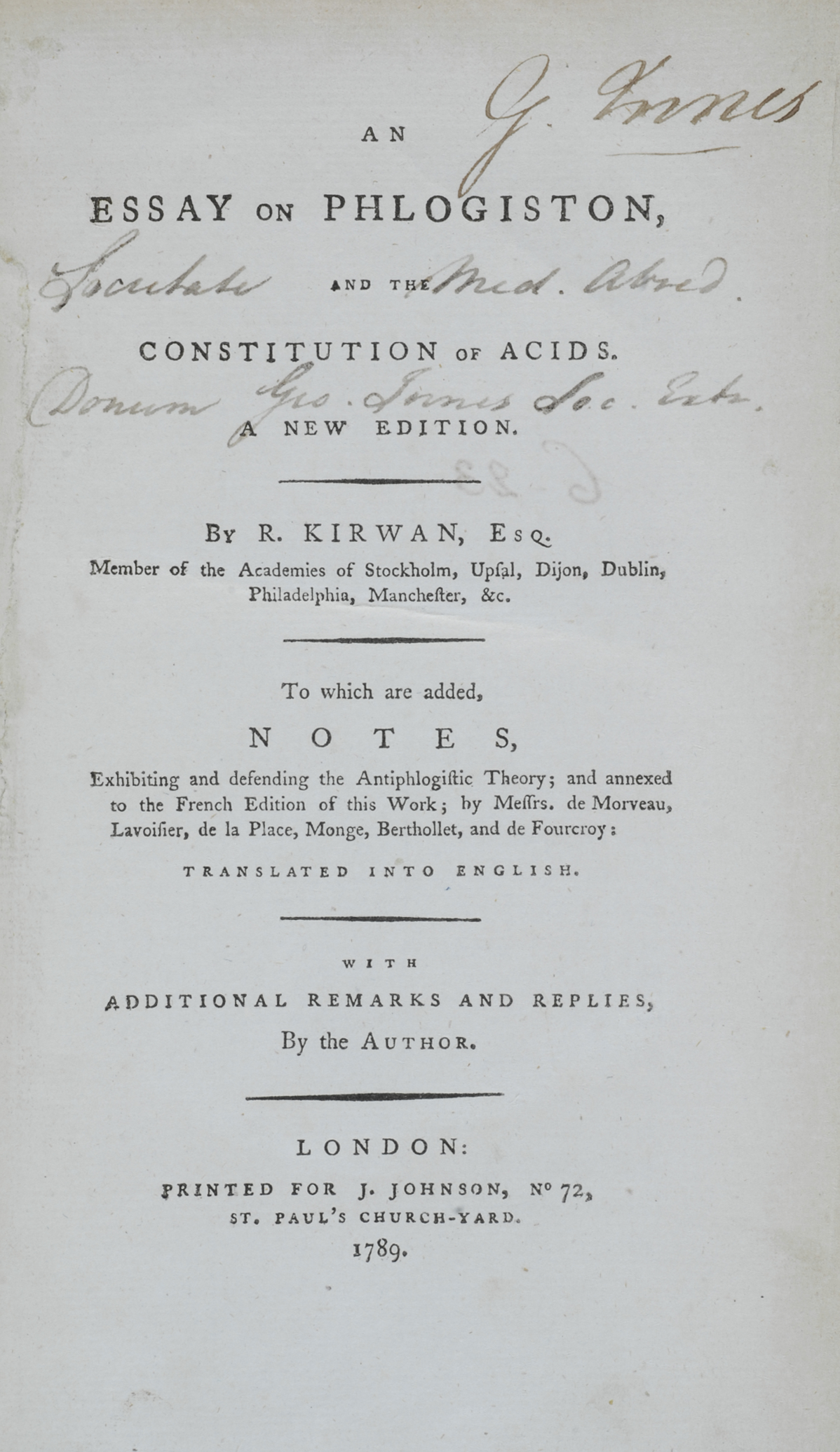
Un ensayo sobre el flogisto, edición de 1789

Kirwan fue uno de los últimos defensores en Gran Bretaña e Irlanda de la teoría del flogisto, que defendió en su Ensayo sobre el flogisto y la constitución de los ácidos (1787), identificando el flogisto con el hidrógeno . Esta obra, traducida por Marie-Anne Pierette Paulze, fue publicada en francés con notas críticas de Lavoisier y otros.  Mantuvo su posición a favor del flogisto hasta 1791.
Kirwan era probablemente miembro de la Sociedad de Irlandeses Unidos,  una organización republicana revolucionaria del siglo XVIII. Los Irlandeses Unidos fueron fundados como un club reformista por un grupo de protestantes y presbiterianos radicales irlandeses en 1791, influenciados por las revoluciones estadounidense y francesa. Gradualmente volviéndose más militante, la Sociedad abogó por la emancipación católica y el derrocamiento del dominio británico en Irlanda. Este movimiento culminó con la derrota de los Irlandeses Unidos en la Rebelión de 1798 y el Acta de Unión .
En el momento de la Unión, Kirwan rechazó el título de baronet, murió en Dublín en junio de 1812 y fue enterrado allí en la iglesia de San Jorge, Lower Temple Street. La biblioteca de Kirwan fue subastada en Dublín por Thomas Jones el en 1813. Una copia del catálogo se conserva en la Biblioteca de la Universidad de Cambridge (shelfmark Munby.c.159(12)).

## Excentricidades
Tenía como mascota un águila y lo atendían seis perros grandes".  A Kirwan no le gustaban las moscas y pagaba a sus sirvientes por cada vez que las mataban. Tampoco le gustaban las visitas tardías y todas las noches a las siete en punto le quitaban la aldaba. 
Sufría de disfagia y siempre cenaba solo.  Vivía con una dieta exclusiva de jamón y leche. Estaba obsesionado con evitar un resfriado . Calentaba su salón durante todo el año con un fuego y siempre llevaba abrigo en casa. 

## Honores y publicaciones
- Miembro de la Royal Society (1780)
- Medalla Copley (1782)
- Miembro honorario extranjero de la Academia Estadounidense de Artes y Ciencias (1789) [9]
- Real Academia Irlandesa (1799–1812) - Presidente
- Sociedad Werneriana de Historia Natural de Edimburgo (1808) - miembro fundador honorario

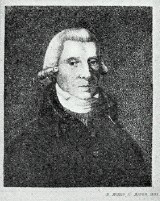
Richard Kirwan – Retrato de Hugh Douglas Hamilton

- Elementos de mineralogía (1784)
- Ensayo sobre el flogisto y la constitución de los ácidos (1787)
- Una estimación de la temperatura de diferentes latitudes (1787)
- Ensayo del análisis de las aguas minerales (1799)
- Ensayos geológicos (1799)
- Los abonos más ventajosos aplicables a los distintos tipos de suelos (1796; sexta edición en 1806)
- Lógica (1807)
- Ensayos metafísicos (1809)
- Un ensayo sobre la felicidad humana (1810)